# De Kempen (natuurgebied)
De Kempen is een bosachtig natuurgebied van ruim 2000 hectare in het Nederlandse deel van de gelijknamige streek De Kempen aan de Nederlands-Belgische grens. 
Het belangrijkste deel wordt gevormd door Boswachterij De Kempen, een gebied van 1087 hectare dat in bezit is van Staatsbosbeheer. Boswachterij De Kempen ligt in de Noord-Brabantse gemeenten Eersel, Bladel en Reusel-De Mierden. Het maakt deel uit van een veel groter complex van ontginningsbossen (8000 hectare) dat zich uitstrekt over de Nederlandse provincie Noord-Brabant en de Belgische provincie Antwerpen. Dit gebied wordt aangeduid als Grenspark De Kempen. 
Boswachterij De Kempen heette eerder Boswachterij Hapert. Het bestaat voor een belangrijk deel uit naaldhout met lanen die omzoomd zijn met Amerikaanse eik, waarin onder meer de zwarte specht huist. Ook is er nog een heidegebied van 75 hectare overgebleven dat bekendstaat onder de naam Hapertse Heide. Het is een overblijfsel van de uitgestrekte heidevelden in het grensgebied van Nederland en België die begin 20e eeuw grotendeels bebost werden. De Hapertse Heide sluit aan op de Cartierheide, die in het bezit was van Natuurmonumenten maar nu door Staatsbosbeheer wordt beheerd. Ook het landgoed Pals behoort tot dit gebied.
Het gebied sluit in het noordoosten aan op de Cartierheide, in het westen op de ontginningsbossen Kroonvense Heide en Peelse Heide, in het westen op het Grootbos bij Postel, en in het zuiden op een mozaïek van landbouwontginningen en ontginningsbossen.
Hoewel het een betrekkelijk hooggelegen dekzandgebied betreft, met hoogten oplopend tot 36 meter boven zeeniveau, zijn er enkele vochtige delen. Dit komt doordat het gebied doorstroomd wordt door de bovenloop van de Groote Beerze, die hier Aa of Goorloop heet. Hier liggen enkele moerasachtige gebieden, zoals het gebied De Goorloop met gagelstruweel en moerasbos, en enkele voormalige landbouwenclaves waar natuurontwikkeling plaatsvindt en waar onder meer moeraswolfsklauw, pilvaren, gevlekte orchis en diverse zeggesoorten zijn te vinden. In de bossen kan grondster worden aangetroffen.
Ook in het naaldbos wordt getracht meer variatie aan te brengen, waarmee zowel natuur als recreatie is gediend. 